# NGC 3925
NGC 3925 é uma galáxia espiral (Sb) localizada na direcção da constelação de Leo. Possui uma declinação de +21° 53' 19" e uma ascensão recta de 11 horas, 51 minutos e 20,9 segundos.
A galáxia NGC 3925 foi descoberta em 19 de Fevereiro de 1863 por Heinrich Louis d'Arrest.